# Келов, Баймухамет Курбанович
Баймухамет Курбанович Келов (род. 1962) — туркменский государственный деятель, министр автомобильного транспорта и автодорог Туркмении.

## Биография и карьера
Родился в 1962 году в Ашхабаде. В 1984 году окончил Туркменский политехнический институт по специальности «инженер дорожного строительства». После окончания вуза работал инженером отдела дорожного строительства института «Туркмендорпроект» и проработав в этой должности до конца 1991 года. В последующие десять лет прошёл путь от инженера 1-й категории до главного инженера Ашхабадского дорожно-эксплуатационного управления.
16 января 2001 года назначен министром-председателем государственного концерна «Туркменские автомобильные дороги» («Туркменавтоеллары») вместо Кульмурадова Нурмурада с испытательным сроком в 6 месяцев, а после — председателем концерна. На этом посту Келов проработал до 16 марта 2004 года.
16 марта 2004 назначен на пост министра автомобильного транспорта и автодорог, сменив на этом посту своего предшественника — Ораза Аллагулыева. В декабре 2006 года Баймухамет Келов был уволен, на посту его сменил Аширгельды Заманов. Причина увольнения была объявлена Сапармуратом Ниязовым в программе телеканала «Ватан» (Родина), транслировавшего запись с заседания правительства: «У прокуратуры есть на тебя материалы. После того, как я тебя снимаю, тобой займутся. Асфальт, стройматериалы … продавал, технику вывел из строя».

## Награды
Награждён двумя правительственными наградами — медалью «Гайрат» и медалью «За любовь к отечеству».